# Andrej Kavuljak

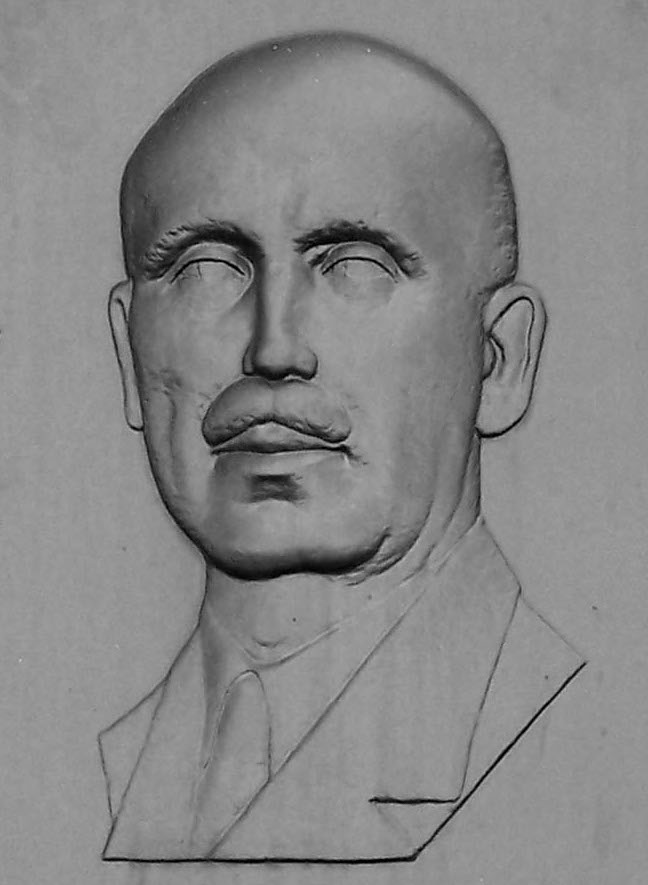
Andrej Kavuljak (1885–1952)

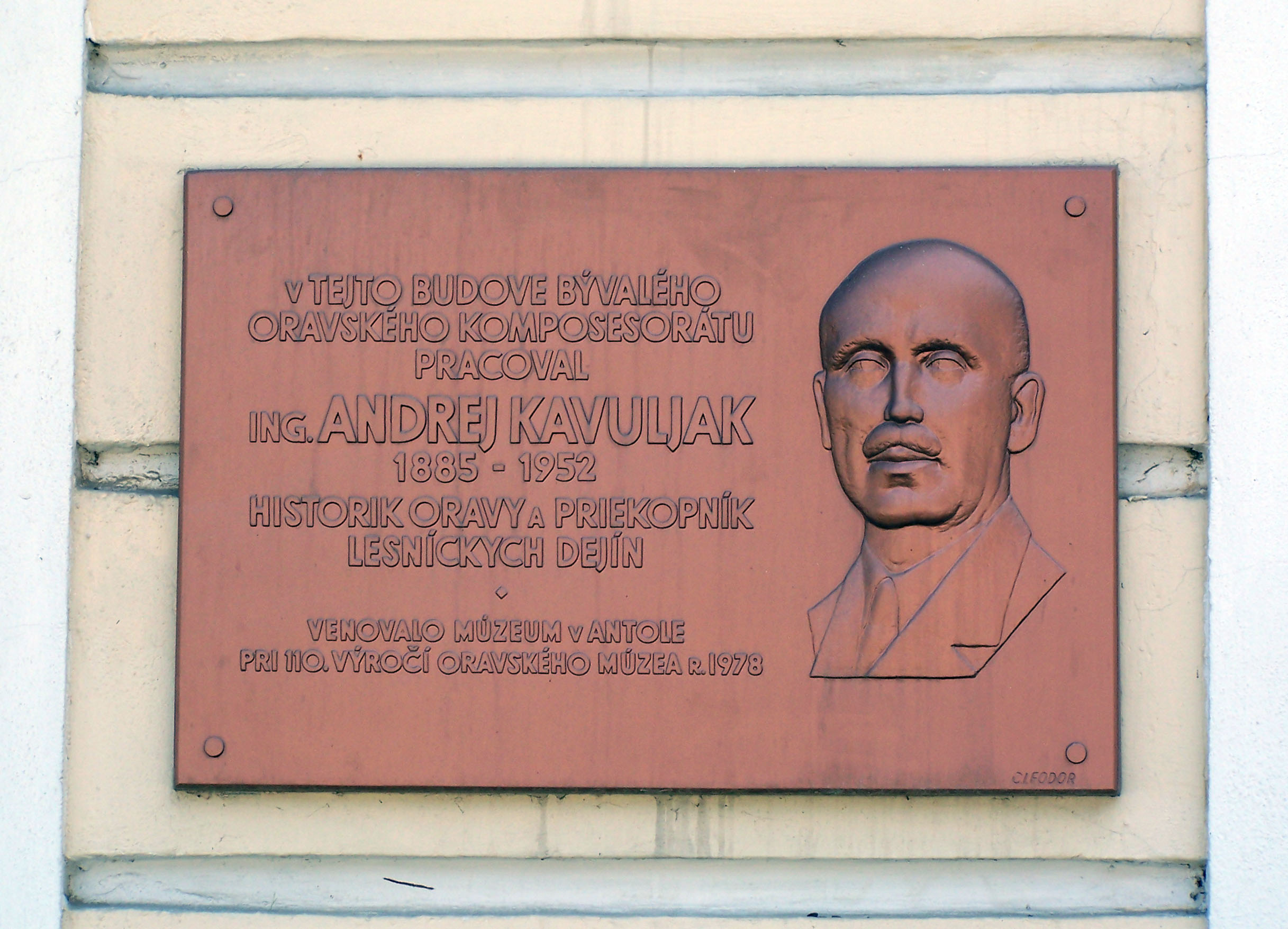
Tablica pamiątkowa na budynku siedziby dawnego Komposesoratu Orawskiego w Orawskim Podzamczu (autor: Imrich Csaba Fodor)

Andrej Kavuljak (ur. 5 grudnia 1885 w Ujściu nad Orawą, zm. 30 maja 1952 w Dolnym Kubinie) – słowacki inżynier leśnik, związany głównie z terenami Orawy i Liptowa, historyk amator, autor szeregu prac dotyczących leśnictwa oraz historii Orawy.
Uczył się w gimnazjum w Trzcianie, a następnie w Bańskiej Bystrzycy (1900–1904). Następnie studiował w Wyższej Szkole Górniczej i Leśnej w Bańskiej Szczawnicy. Pracował jako taksator leśny Komposesoratu Orawskiego, leśniczy w Párnicy, nadleśniczy w Orawskim Podzamczu, inspektor Lasów Państwowych i główny radca leśny Lasów Państwowych w Liptowskim Gródku, w końcu dyrektor Dyrekcji Lasów Państwowych w Bańskiej Bystrzycy (1943–1949). W międzyczasie prowadził zlecone wykłady na Uniwersytecie Inżynierii Rolniczej i Leśnej w Koszycach.
Podczas I wojny światowej w 1915 r. dostał się do rosyjskiej niewoli. Po pobycie w obozie w Złatouście na Uralu w latach 1918–1921 pracował jako inspektor leśny rejonu złatousteckiego. W tym czasie zapoznał się z rosyjską, a później radziecką literaturą fachową dotyczącą leśnictwa, a po powrocie do kraju ją tłumaczył. Swoje praktyczne doświadczenia z zakresu hodowli i eksploatacji lasu oraz przemyślenia teoretyczne podsumował w podręczniku uniwersyteckim na temat gospodarki leśnej oraz w studium ekonomicznym dotyczącym wypasu w lasach. W kolejnych latach skupił się głównie na historii leśnictwa na Słowacji, a zwłaszcza na Orawie, podsumowując wyniki badań w poszczególnych pracach i opracowaniach.
Jego najważniejsze dzieło z zakresu historii, Historický miestopis Oravy (Historyczna topografia Orawy), zostało wydane pośmiertnie. Przez polskich historyków cenione jest (podobnie jak szkic Valaši na Slovensku) m.in. z uwagi na szeroki zakres wykorzystanych źródeł, w tym wielu niepublikowanych wcześniej materiałów rękopiśmiennych, natomiast krytykowane ze względu na niektóre słabo udokumentowane tezy, dotyczące np. pochodzenia ludności wsi górnoorawskich, przebiegu procesów osadniczych tamże, przynależności gwar orawskich, pochodzenia niektórych nazw miejscowych i in.

## Wybrane publikacje
- Hrad Orava: dejiny hradu a kraja so zretel'om na sociálné položenie ľudu Oravského, Turčiansky Svätý Martin 1927;
- Valaši na Slovensku, Turčiansky Svätý Martin 1933;
- Dejiny lesníctva a drevárstva na Slovensku, Bratislava 1942;
- Lietava; podnik feudalneho hospodarskeho systemu, Turčiansky Svätý Martin 1948;
- Zariaďovanie lesov, Košice 1949;
- Les a pasenie, Bratislava 1952;
- Historický miestopis Oravy, Bratislava 1955.